# Abando

Ubicació d'Abando

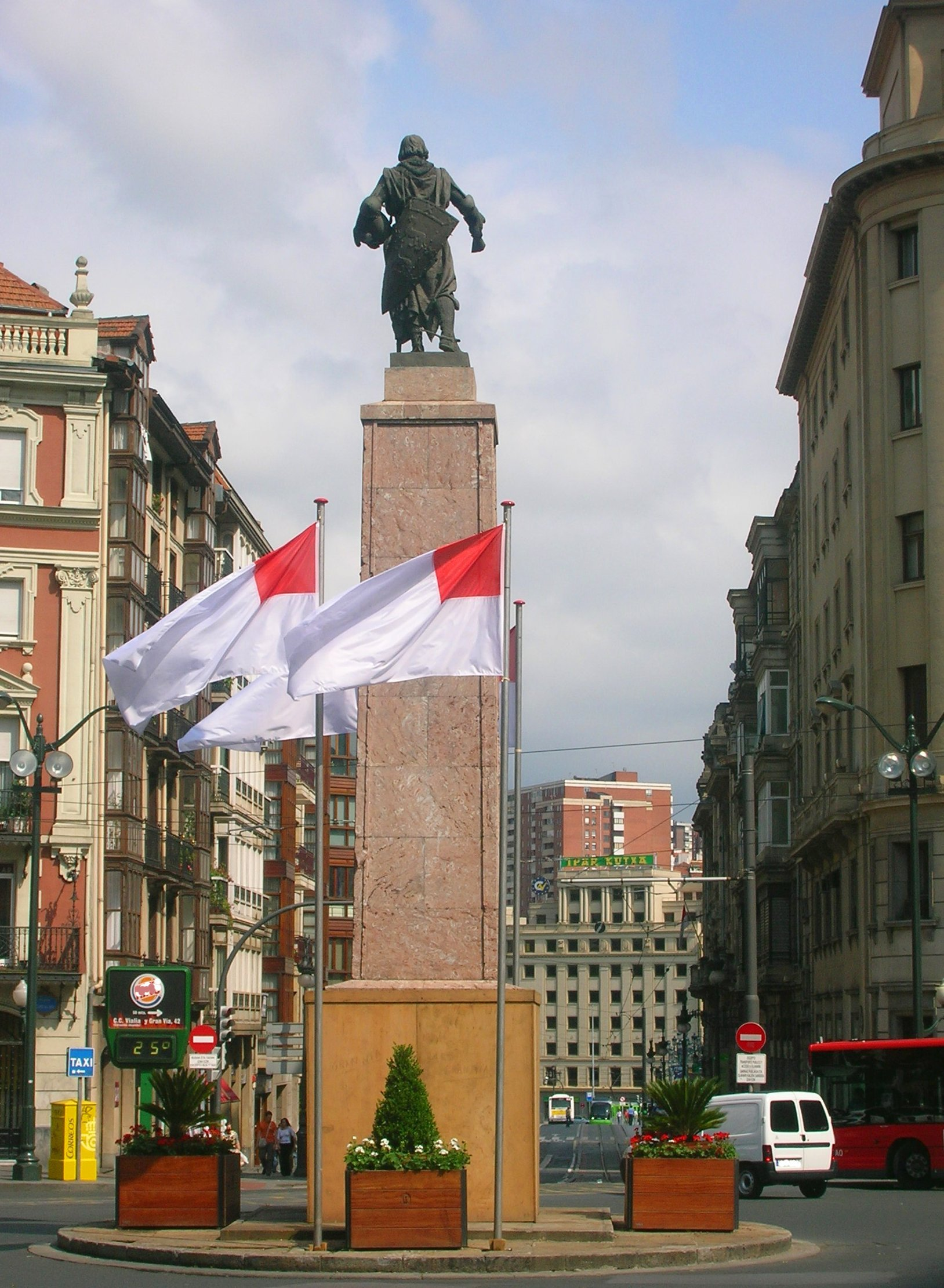
Monument a Diego V López de Haro per Marià Benlliure

Abando és un districte de Bilbao. Té una superfície de 23 kilòmetres quadrats i una població de 52.002 habitants (2008). Limita al nord amb Deusto i Uribarri, a l'est amb Ibaiondo, al sud amb Errekalde i a l'oest amb Basurtu-Zorrotza. Comprèn els barris d'Abando i Indautxu
Va ser un antic elizate i municipi de la província de Biscaia, tenia el seient i vot 34 a les Juntes Generals de Biscaia.

## Història
En 1300 es va fundar Bilbao en part dels terrenys dels elizates de Begoña i Abando, que va perdre el barri de Bilbo Zaharra, però va conservar la major part de la seva extensió, fins al segle xix.
Al segle xviii, Abando era l'elizate amb major població de Biscaia ("351 focs" i "2.100 persones de comunió", segons la Historia General de Vizcaya, escrita en 1793 per Juan Ramón de Iturriza y Zabala). Aquesta població es repartia en caserius dispersos dedicats a l'agricultura i ramaderia. Els únics nuclis de població densa es trobaven en les proximitats de Bilbo Zaharra, el convent imperial de San Frantzisko i les drassanes situades a la vora de la Ria. Constava de les barriades de Bilbo Zaharra, Ibarra, Mena-Urizar-Larraskitu, Elejabarri, Olabeaga, Zorrotza i Ibaizabal.
La falta d'espai per a l'expansió de la creixent capital biscaïna va propiciar que en 1870 una part d'Abando fos annexionada per Bilbao. El gran eixample de Bilbao es va realitzar a partir de 1876 a terrenys d'Abando, per la qual cosa l'actual centre de la ciutat de Bilbao s'assenta en el que antigament va ser terreny d'Abando. L'annexió de la resta d'Abando es va produir en 1890.
Els districtes bilbains 6, 7 i 8, Abando, Errekalde i Basurto-Zorrotza respectivament, s'assenten sobre el que era antigament el municipi d'Abando.
El més famós vilatà de l'antic Abando va ser Sabino Arana, fundador del Partit Nacionalista Basc i pare del nacionalisme basc, que va néixer en aquest elizate quan encara era un municipi independent i va viure el canvi que va suposar l'annexió i l'expansió de Bilbao.

## Transport

### Autobusos
- Bilbobus: Parades de Plaça Circular i Plaça Moyúa; connexió amb tots els altres districtes; línies per Abando:

| Línia | Recorregut                      | Freqüència (minuts) |
| ----- | ------------------------------- | ------------------- |
| 01    | Arangoiti - Plaza Circular      | 15´                 |
| 03    | Otxarkoaga - Plaza Circular     | 10´                 |
| 10    | Elorrieta - Plaza Circular      | 15´                 |
| 13    | Txurdinaga - San Inazio         | 12´                 |
| 18    | San Inazio - Zorrotza           | 15´                 |
| 26    | Uribarri - Termibús             | 14´                 |
| 30    | Txurdínaga - Miribilla          | 15´                 |
| 40    | Santutxu - Plaza Circular       | 12´                 |
| 50    | Buya - Plaza Circular           | 60´                 |
| 56    | La Peña - Plaza Sagrado Corazón | 10´                 |
| 58    | Monte Caramelo - Atxuri         | 15´                 |
| 62    | Termibús - Arabella             | 20´                 |
| 71    | Miribilla - San Inazio          | 15´                 |
| 72    | Larraskitu - Castaños           | 12´                 |
| 75    | San Adrian - Atxuri             | 15´                 |
| 76    | Artazu/Xalbador - Plaza Moyúa   | 20´                 |
| 77    | Peñascal - Mina del Morro       | 12´                 |
| 85    | Siete Campas - Atxuri           | 20´                 |
| A1    | Asunción - Plaza Circular       | 60´                 |
| A2    | Solokoetxe - Plaza Circular     | 30´                 |
| A3    | Olabeaga - Moyua                | 30´                 |
| A5    | Prim - Plaza Circular           | 30´                 |

Servei Nocturn Gautxori:
| Línia | Recorregut                            | Freqüència (minuts) |
| ----- | ------------------------------------- | ------------------- |
| G1    | Arabella - Plaza Moyúa                | 30´                 |
| G2    | Otxarkoaga - Plaza Circular           | 30´                 |
| G3    | Larraskitu - Plaza Circular           | 30´                 |
| G4    | La Peña - Plaza Circular              | 30´                 |
| G5    | San Adrián/Miribilla - Plaza Circular | 30´                 |
| G6    | Altamira/Zorrotza - Plaza Circular    | 30´                 |
| G7    | Mina del Morro - Plaza Circular       | 30´                 |
| G8    | Arangoiti - Plaza Circular            | 30´                 |

### Ferrocarrils
- Estació d'Abando-Indalecio Prieto
  - Renfe Llarga Distància
  - Renfe Rodalies Bilbao

| Línia | Recorregut                | Duració viatge |
| ----- | ------------------------- | -------------- |
| C-1   | Bilbao-Abando - Santurtzi | 22'            |
| C-2   | Bilbao-Abando - Muskiz    | 35'            |
| C-3   | Bilbao-Abando - Urduña    | 45'            |

- Estació d'Abando
- Estació de Moyua
- Estació d'Indautxu

### Metro de Bilbao
| Línia | Recorregut            | Duració viatge |
| ----- | --------------------- | -------------- |
| L1    | Etxebarri - Plentzia  | 47'            |
| L2    | Etxebarri - Santurtzi | 35'            |

### EuskoTran
| Línia | Recorregut              | Duració viatge |
| ----- | ----------------------- | -------------- |
| A     | Bilbao-Atxuri - Basurto | 16'            |